# Michał Antuszewicz
Michał Antuszewicz (ur. 1 października 1909 w Harbinie, zm. 10 marca 1993 w Warszawie) – polski hokeista, olimpijczyk.

## Życiorys
Pochodził z rodziny osiadłej w Mandżurii po wojnie rosyjsko-japońskiej. Występował w miejscowych klubach oraz 12-krotnie w reprezentacji Mandżurii w hokeju na lodzie.
Występując wraz z bratem Stanisławem w drużynie rosyjskiego Klubu Kupieckiego w Harbinie w 1937 zdobył mistrzostwo Mandżurii (a zarazem mandżurskiej olimpiady zimowej) pokonując w finale zespół z Xinjing 6:1 (bracia zdobyli w meczu pięć goli). Był kapitanem tej drużyny. W kwietniu 1938 wraz z bratem grając jako kapitan polskiej drużyny "Polonia" zdobył mistrzostwo Harbinu pokonując w finale drużynę rosyjską (ponadto w zawodach startowały zespoły japoński i mandżurski). O umiejętnościach i formie Michała Antusiewicza pod koniec lat 30. szeroko rozpisywała się prasa japońska i rosyjska. Nosił przydomek Król Lodowy.
Wraz z bratem Stanisławem był członkiem Związku Młodzieży Polskiej w Harbinie. Ponadto uprawiał tenis ziemny, w 1934 zostając mistrzem Harbinu w deblu.
W 1949 wraz z rodziną powrócił do Polski. Grał na pozycji obrońcy. Reprezentował kluby Włókniarz Zgierz i Legia Warszawa, z którą dwukrotnie zdobył mistrzostwo Polski (1951 i 1952). W 1951 zadebiutował w reprezentacji Polski, w której rozegrał 14 meczów. W 1952 wystąpił w Igrzyskach Olimpijskich w Oslo zajmując wraz z drużyną szóste miejsce.
Po zakończeniu kariery zawodniczej pracował jako trener między innymi w Zniczu Pruszków i Górniku Katowice.
Został pochowany na cmentarzu komunalnym Północnym w Warszawie.